# Artognouův kámen

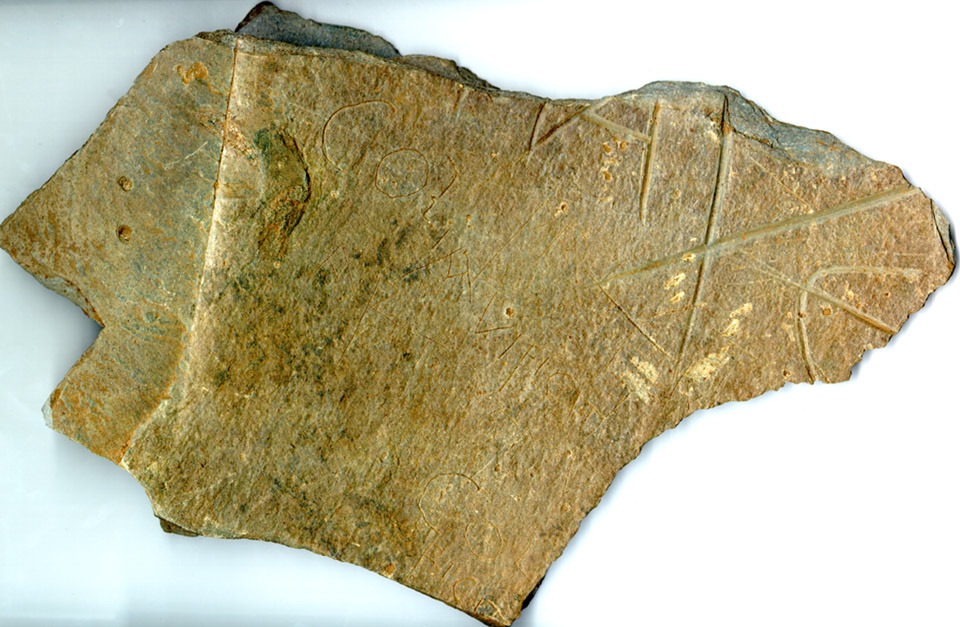
Artognouův kámen

Artognouův kámen, někdy chybně označovaný jako Artušův kámen, je archeologický artefakt objevený v Cornwallu ve Velké Británii. Došlo k tomu v roce 1998 v místě, kde jsou nálezy s jistotou pocházející ze 6. století: v ruinách hradu Tintagel v Cornwallu, civilním sídle vysoce postavených osob v době po odchodu Římanů z Británie.

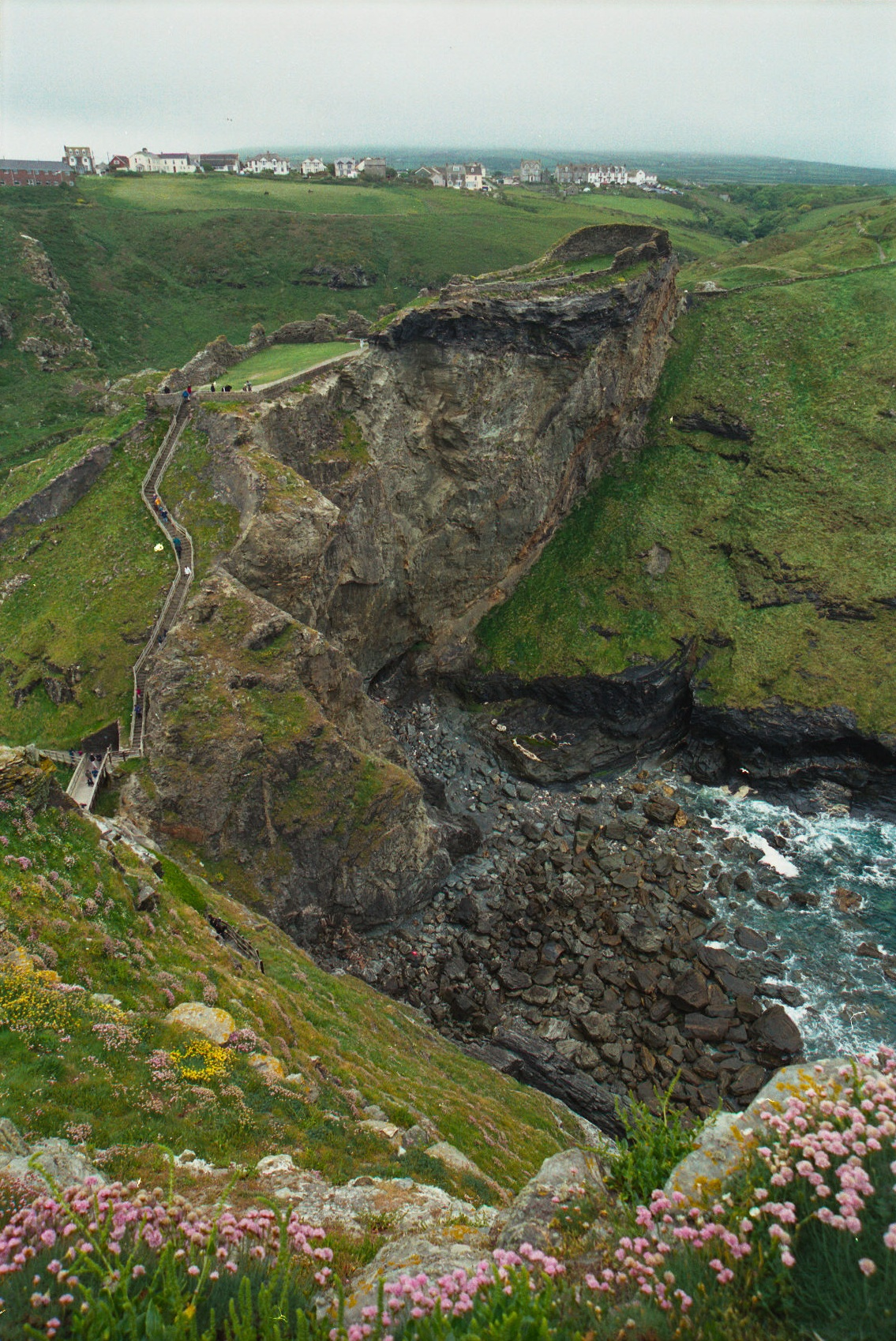
Pohled na zříceninu hradu Tintagel. V dálce část vesnice téhož jména

Původně šlo o desku na nějaké budově nebo na jiné veřejné stavbě, ale když byla původní stavba zničena, kámen rozlomili na dva kusy a použili jako součást kanalizace.
Po svém objevu dosti proslul kvůli možnosti, že „Artognou“ souvisí s legendárním králem Artušem, ačkoli vědci (např. současný americký historik John Koch) s tím nesouhlasili.

## Stáří artefaktu
Zjištění stáří nápisu na kameni proběhlo dvěma způsoby: zaprvé, kámen pocházel z bezpečně stratifikovaného kontextu ve spojení s importovanou keramikou známých typů z 5. nebo 6. století; zadruhé, tvary některých písmen na této břidlicové tabulce se objevují v britských nápisech od Skotska po Cornwall v období po roce 500 a jsou známé od 6. století i na severu Cornwallu (část království Dumnonie).

## Popis

### Latinský nápis
V pravém horním rohu fragmentu je do hloubky vyrytý motiv složený z (viditelného) písmene A a dalšího neúplného písmene na obou stranách velkého diagonálního kříže; tento celek může představovat běžný křesťanský symbol, Christogram – písmena řecké abecedy alfa a omega vpravo a vlevo od velkého řeckého písmena chí (zapsáno jako římské X), iniciála Krista.

Kopie vystavená na hradě Tintagel

Pod tímto a vlevo je další, menší a ne tak hluboko vyrytý nápis v latině, který se s prvním mírně překrývá, a zní: PATERN [-] COLI AVI FICIT ARTOGNOU.
Zřejmě se opakoval o něco níž a vpravo; na úlomku jsou nyní vidět pouze písmena COL [.] a FICIT na dvou řádcích. Toto opakování, překrývání s christogramem a mělkost vyrytého textu (spíše jen vyškrabaného) naznačují, že se nejednalo o oficiální nápis, ale o graffiti.  

### Překlad nápisu
Nápis byl přeložen v rámci „Projektu keltské kameny s nápisy“ jako „Artognou, potomek Cola, udělal (toto).“

## Původ jména Artognou
Jméno Artognou znamená „znající medvěda“ a je složeno z keltského kořene *arto („medvěd“) a *gnāwo- („vědět“). Je příbuzné bretaňskému jménu Arthnou a velšskému Arthneu.

## Další nálezy z hradu Tintagel
V pevnosti Tintagel z 6. století byly také nalezeny četné pozůstatky drahé keramiky, skla a mince z vizigótského Španělska a Byzantské říše, když tam ve 30. letech 20. století prováděl vykopávky anglický archeolog C. A. Ralegh Radford (1900–1998).

## Artušovská polemika
O tomto kameni se psalo v médiích jako o možném důkazu toho, že legendární král Artuš skutečně žil. Jméno Artognou bylo pokládáno za variantu Arthura, Artuše, a kámen proto označován i „Artušův kámen“.
Stáří kamene vyhovuje obecnému časovému rámci, jenž se obvykle pro „historického Artuše“ udává, a podle tradice, kterou jako první zaznamenal Geoffrey Monmouth, byl Arthur počat na hradě Tintagel. Nicméně John Koch a další historici tuto myšlenku odmítli s tím, že mezi jmény není žádná souvislost a není důvod spojení se skutečným Artušem předpokládat.